# Copa da China de Futebol
A Copa FA de China (em inglês: Chinese FA Cup; em chinês:  中国足协杯) é copa de futebol da China. Organizada pela CFA (Associação Chinesa de Futebol).

## História
O campeonato foi criado como Campeonato Nacional de Futebol (chinês :全国足球锦标赛) em 1956. O torneio foi reorganizado após a Revolução Cultural e o nome Chinese FA Cup foi usado pela primeira vez em 1984. Ele foi desfeito para a disputa dos 6ª Jogos Nacionais da China em 1987. Foi recolocado no calendário do futebol chinês novamente como Chinese National Cup Winners 'Cup (chinês:全国足球优胜者杯赛) entre 1990 e 1992, como classificatório para Taça das Taças da AFC.
Seu formato atual começou na temporada de 1995, depois de o futebol ser reformulado e profissionalizado na China. O torneio não foi disputado na temporada de 2007, em função da organização da CFA para as Olimpíadas de Verão de 2008, e retornou na temporada de 2011, quando a copa foi anunciada depois de longo tempo. Equipes amadoras foram introduzidos pela primeira vez na temporada 2012, com a nova política Jogo Para Todos.

## Títulos por clube
| Clube                       | Campeão | Ano título                                     | Vice-campeão | Anos Vice-campeão            |
| --------------------------- | ------- | ---------------------------------------------- | ------------ | ---------------------------- |
| Shandong Luneng Taishan     | 8       | 1995, 1999, 2004, 2006, 2014, 2020, 2021, 2022 | 5            | 1996, 2005, 2011, 2018, 2019 |
| Shanghai Shenhua            | 6       | 1956, 1991, 1998, 2017, 2019, 2023             | 3            | 1995, 1997, 2015             |
| Beijing Guoan               | 4       | 1996, 1997, 2003, 2018                         | 2            | 2000, 2001                   |
| Dalian Shide                | 2       | 2001, 2005                                     | 3            | 1999, 2003, 2006             |
| Guangzhou Evergrande        | 2       | 2012, 2016                                     | 1            | 2013                         |
| Jiangsu Sainty              | 1       | 2015                                           | 2            | 2014, 2020                   |
| Guizhou Renhe               | 1       | 2013                                           | 1            | 2012                         |
| Chongqing Lifan             | 1       | 2000                                           | -            | ---                          |
| Qingdao Jonoon              | 1       | 2002                                           | -            | ---                          |
| Tianjin Teda                | 1       | 2011                                           | -            | ---                          |
| Liaoning FC                 | -       | ---                                            | 2            | 1998, 2002                   |
| Shanghai Port Football Club | 1       | 2024                                           | 2            | 2017, 2021                   |
| Sichuan Guancheng           | -       | ---                                            | 1            | 2004                         |
| Jiangsu Suning              | -       | ---                                            | 1            | 2016                         |

## Finais

### Período semi-profissional
| Ano  | Campeão  | Placar      | Vice-campeão     |
| ---- | -------- | ----------- | ---------------- |
| 1956 | Shanghai | 1-0         | Tianjin          |
| 1960 | Tianjin  | 1–0         | Guangdong        |
| 1984 | Liaoning | 5–0         | Guangdong        |
| 1985 | Beijing  | 4–1         | Guangdong        |
| 1986 | Liaoning | 1–0         | Beijing          |
| 1990 | Bayi     | 1–1 (3–0 p) | Dalian           |
| 1991 | Shanghai | 1–0         | Guangzhou Baiyun |
| 1992 | Dalian   | 1–1 (4–2 p) | Guangdong        |

### Período profissional
| Ano  | Campeão                 | Ida  | Volta    | Agregado | Vice-campeão                 |  |
| ---- | ----------------------- | ---- | -------- | -------- | ---------------------------- |  |
| 1995 | Jinan Taishan           |      |          | 2–0      | Shanghai Shenhua             |  |
| 1996 | Beijing Guoan           |      |          | 4–1      | Shandong Jinan Taishan       |  |
| 1997 | Beijing Guoan           |      |          | 2–1      | Shanghai Shenhua             |  |
| 1998 | Shanghai Shenhua        | 2–1  | 2–1      | 4–2      | Liaoning FC                  |  |
| 1999 | Shandong Luneng Taishan | 1–1  | 3–2      | 4–3      | Dalian Wanda Shide           |  |
| 2000 | Chongqing Lifan         | 0–1  | 4–1      | 4–2      | Beijing Guoan                |  |
| 2001 | Dalian Shide            | 1–0  | 2–1      | 3–1      | Beijing Guoan                |  |
| 2002 | Qingdao Etsong Hainiu   | 1–3  | 2–0      | 3–3 (ag) | Liaoning FC                  |  |
| 2003 | Beijing Guoan           |      |          | 3–0      | Dalian Shide                 |  |
| 2004 | Shandong Luneng Taishan |      |          | 2–1      | Sichuan Guancheng            |  |
| 2005 | Dalian Shide            |      |          | 1–0      | Shandong Luneng Taishan      |  |
| 2006 | Shandong Luneng Taishan |      |          | 2–0      | Dalian Shide                 |  |
| 2011 | Tianjin Teda            |      |          | 2–1      | Shandong Luneng Taishan      |  |
| 2012 | Guangzhou Evergrande    | 1–1  | 4–2      | 5–3      | Guizhou Renhe                |  |
| 2013 | Guizhou Renhe           | 2–0  | 1–2      | 3–2      | Guangzhou Evergrande         |  |
| 2014 | Shandong Luneng Taishan | 4–2  | 1–2      | 5–4      | Jiangsu Guoxin-Sainty        |  |
| 2015 | Jiangsu Guoxin-Sainty   | 0–0  | 1–0(aet) | 1–0      | Shanghai Shenhua             |  |
| 2016 | Guangzhou Evergrande    | 1--1 | 2–2      | 3-3 (ag) | Jiangsu Suning Football Club |  |
| 2017 | Shanghai Shenhua        | 1-0  | 2-3      | 3-3 (ag) | Shanghai Port                |  |
| 2018 | Beijing Guoan           | 1-1  | 2-2      | 3-3 (ag) | Shandong Luneng              |  |
| 2019 | Shandong Luneng         | 1-0  | 0-3      | 1-3      | Shanghai Shenhua             |  |
| 2020 | Jiangsu Suning          |      |          | 0-2      | Shandong Luneng              |  |
| 2021 | Shandong Luneng         |      |          | 1-0      | Shanghai Port                |  |
| 2022 | Shandong Luneng Taishan |      |          | 2–1      | Zhejiang                     |  |
| 2023 | Shanghai Shenhua        |      |          | 1–0      | Shandong Taishan             |  |
| 2024 | Shanghai Port           |      |          | 3–1      | Shandong Taishan             |  |

## Goleadores
| Ano  | Goleador           | Clube                      | Gols |
| ---- | ------------------ | -------------------------- | ---- |
| 1995 | Tang Xiaocheng     | Jinan Taishan              | 6    |
| 1996 | Hu Yunfeng         | Bayi                       | 5    |
| 1996 | Li Bing            | Guangdong Hongyuan         | 5    |
| 1996 | Song Yuming        | Jinan Taishan              | 5    |
| 1997 | Andrés Olivas      | Beijing Guoan              | 4    |
| 1997 | Casiano Delvalle   | Beijing Guoan              | 4    |
| 1997 | Nan Fang           | Beijing Guoan              | 4    |
| 1997 | Riffi Haddaoui     | Guangzhou Apollo           | 4    |
| 1998 | Wang Tao           | Dalian Wanda               | 7    |
| 1998 | Zhang Yuning       | Liaoning FC                | 7    |
| 1999 | Mark Williams      | Chongqing Huandao          | 6    |
| 2000 | Milen Georgiev     | Chongqing Longxin          | 7    |
| 2001 | Orlando            | Dalian Shide               | 7    |
| 2002 | John Jairo Tréllez | Zhejiang Greentown         | 4    |
| 2002 | Li Jinyu           | Liaoning FC                | 4    |
| 2002 | Marcos             | Shenzhen Ping'an           | 4    |
| 2003 | Serhiy Nahornyak   | Shandong Luneng            | 5    |
| 2004 | Daniel Nannskog    | Sichuan Guancheng          | 9    |
| 2005 | Zou Jie            | Dalian Shide               | 7    |
| 2006 | Han Peng           | Shandong Luneng            | 5    |
| 2011 | Muriqui            | Guangzhou Evergrande       | 4    |
| 2012 | Rafa Jordà         | Guizhou Renhe              | 6    |
| 2013 | Peter Utaka        | Beijing Guoan              | 4    |
| 2014 | Xiao Zhi           | Henan Jianye               | 5    |
| 2015 | Demba Ba           | Shanghai Shenhua           | 6    |
| 2016 | Obafemi Martins    | Shanghai Greenland Shenhua | 6    |
| 2016 | Alex Teixeira      | Jiangsu Suning             | 6    |
| 2016 | Eran Zahavi        | Guangzhou R&F              | 6    |
| 2017 | Obafemi Martins    | Shanghai Shenhua           | 6    |
| 2018 | Jonathan Viera     | Beijing Guoan              | 5    |